# 朴世用
朴世用（？—1658年），南明永曆年間將領，延平王鄭成功部將，官至「水武鎮」。

## 事蹟
朴世用原為清軍漳州總兵張世耀轄下，時任左營游擊。永曆八年（1654年）11月歸降鄭成功，鄭授之予兵權，掌木武鎮。1658年4月，朴世用追隨鄭成功北伐。9月，鄭率合後部隊至象山，清知縣徐福率父老出降以迎光復之師。時各鎮兵士逃者甚眾，且有訛言北將有降清之舉，朴世用兵全被取消為監督，憤甚、不久後死去。